# St. Stephani (Ottleben)

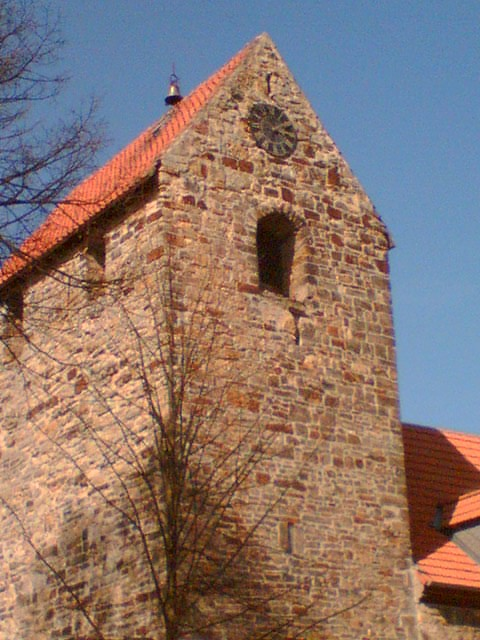
Turm der Dorfkirche Ottleben

Die evangelische Dorfkirche St. Stephani ist eine im Kern romanische Saalkirche im Ortsteil Ottleben von Ausleben im Landkreis Börde in Sachsen-Anhalt. Sie gehört zur Kirchengemeinde Ausleben im Kirchenkreis Egeln der Evangelischen Kirche in Mitteldeutschland (EKMD).

## Geschichte und Architektur
Die Kirche ist ein einschiffiger Bruchsteinbau mit leicht eingezogenem Rechteckchor vermutlich aus dem 13. Jahrhundert. Der gedrungene querrechteckige Westturm ist älter und stammt möglicherweise noch aus dem 12. Jahrhundert. Bauliche Veränderungen wurden im 17. Jahrhundert durchgeführt, die Sakristei im Osten wurde erst im 19. Jahrhundert angebaut. Innen war das Turmuntergeschoss ursprünglich durch eine Doppelarkade zum Schiff geöffnet. Das Schiff ist durch den Umbau in der zweiten Hälfte des 17. Jahrhunderts bestimmt: Die beiden Chorjoche sind durch ein hölzernes Tonnengewölbe abgeschlossen, die mit sich kreuzenden Rippen belegt ist, doppelte Emporen wurden 1681 an der Nord- und Westseite auf geschnitzten Pfosten eingebaut. Die im östlichen Teil eingebaute Patronatsloge und die Südempore wurden während einer Restaurierung im Jahr 1934 entfernt.

## Ausstattung
Der Altar und die Kanzel wurden in der zweiten Hälfte des 17. Jahrhunderts geschaffen und nachträglich zum Kanzelaltar zusammengefügt; sie bilden einen mehrgeschossigen hölzernen Aufbau mit den Evangelistenfiguren. Das sehr schlichte, aus einem Steinquader gehauene Sakramentshaus von 1504 ist jetzt an der Südwand des Schiffes befestigt.
Mehrere aufwändige Epitaphe der Familie von Trautenburg sind erhalten: für Heinrich Gottschalk († 1675) und Christine († 1684), reich gearbeitet mit Wappen und kriegerischen Emblemen, teilweise ausgelagert, weiterhin für Franz Friedrich († 1757) mit seinem Bildnis in architektonischer Sandsteinrahmung; für Karl Philipp († 1783) ein sarkophagartiger Unterbau mit trauernden Frauengestalten.
Die Orgel ist ein Werk der Firma Voigt aus Stendal. Drei Glocken aus den Jahren 1451, 1502 und aus dem 14. Jahrhundert bilden das Geläut. Die vollständige Überlieferung der historischen Glocken ist eine große Ausnahme in der Region.